# Szczotka do włosów

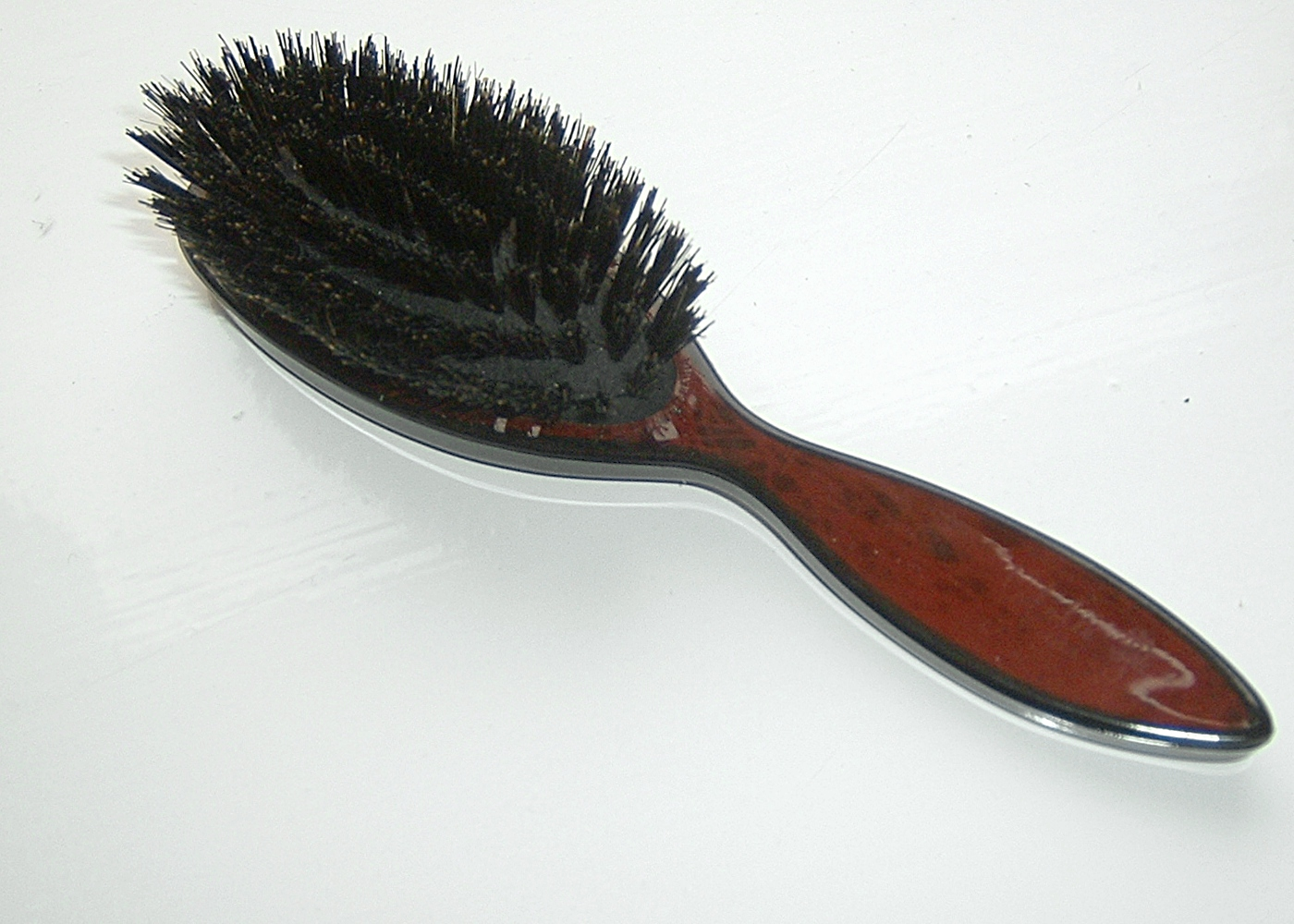
Płaska szczotka do włosów

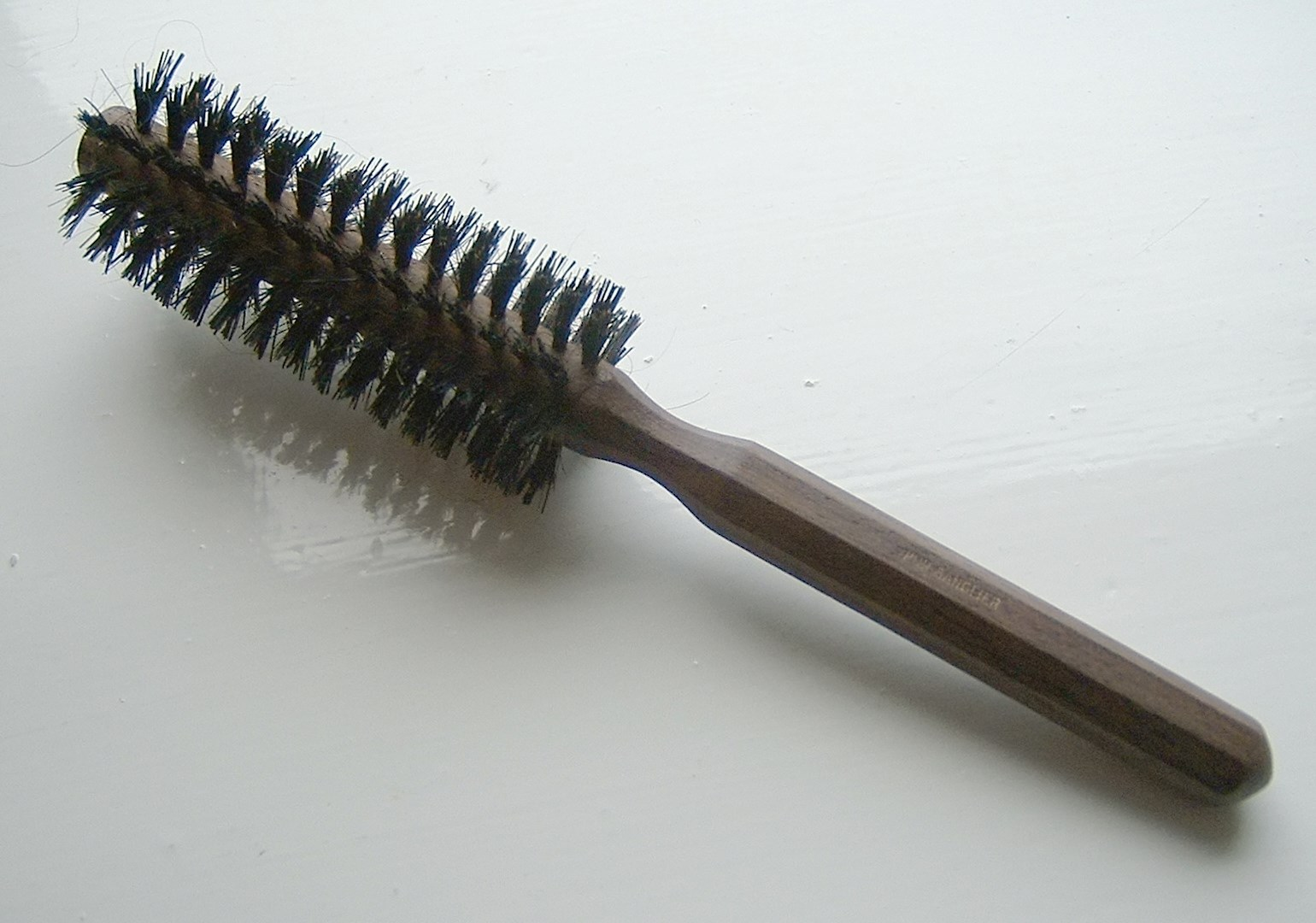
Okrągła szczotka do włosów

Szczotka do włosów – przyrząd do pielęgnacji włosów (modelowania oraz czesania). Składa się z trzonu służącego jako uchwyt oraz z twardego włosia lub elementów czeszących z tworzyw sztucznych.
Szczotki do włosów mogą być okrągłe lub płaskie. Okrągłe są używane głównie do modelowania oraz optycznego zwiększania objętości włosów. Szczotki płaskie służą głównie do rozczesywania włosów oraz masażu skóry. Szczotki włosowe są popularnymi przyrządami do pielęgnacji włosów.
Produkowane są również specjalne małe szczotki do modelowania włosów na brwiach oraz kartacze do pielęgnowania zarostu (brody i wąsów).
Elektryczne szczotki służą do prostowania włosów i są połączeniem klasycznej szczotki i prostownicy.